# Carcelia subferrifera
Carcelia subferrifera är en tvåvingeart som först beskrevs av Walker 1856.  Carcelia subferrifera ingår i släktet Carcelia och familjen parasitflugor. Inga underarter finns listade i Catalogue of Life.